# Таджики
Таджи́ки (ед. ч. тадж. тоҷик, перс. ‎и дари تاجیک, мн. ч. тадж. тоҷикон, дари и перс. تاجیکان‎ [tɔː'ʤikɔn]) — иранский народ, говорящий на различных диалектах персо-таджикского континуума и населяющий регионы к востоку и северо-востоку от Ирана, расположенные в Афганистане, Таджикистане, Узбекистане, Иране и Пакистане.
Традиционная область расселения таджиков охватывает бассейн верховий Амударьи (Пянджа), низовий Мургаба и Кабула, Зеравшанской долины, бассейны реки Зеравшан, Ферганская долина, бассейны реки Сырдарья, а также бассейны Гильменда и Аргандаба. В Афганистане к таджикам обычно относят и персоязычное население бассейнов Герируда и озера Хамун. Там эту группу населения называют также фарсиванами (персоязычные) и дехканами (оседлые земледельцы, то есть те, кто не ведёт кочевой образ жизни).
В Таджикистане (и других странах Средней Азии) и Афганистане (вместе с Пакистаном) приняты две различные формы литературного языка таджиков: таджикский язык и дари, соответственно. Общая численность таджиков, по разным оценкам, составляет от 26 до 40 млн человек. Это второй по численности этнос в Средней Азии, согласно данным Книги фактов ЦРУ и оценкам ООН. На территории Афганистана проживает больше таджиков, чем в Таджикистане: в Афганистане — от 19 до 22 млн, в Таджикистане — более 9,5 миллионов. В Узбекистане же, по официальной статистике, проживает около 1,8 млн таджиков, однако если брать во внимание неофициальную статистику, то численность этой этнической группы в стране достигает 11,5 млн. Таким образом, сам Таджикистан находится лишь на 3-м месте в мире по количеству живущих в нём таджиков, уступая Афганистану и Узбекистану.

## Происхождение термина
Существуют несколько теорий касательно происхождения этнонима «таджик». Согласно одной из версии, этноним تاجيک tāǰīk связан происхождением со среднеперсидским tāzīg «араб» (раннее tāčīk от названия ближайшего к Ирану древнего арабского племени Бану Тайи), современное перс. تازی‎ [tɒːzi] или соответствующим согдийским словом (*tāžīk), как на востоке иранского мира называли вторгшиеся под знаменем джихада в VIII веке армии халифата.
В мусульманском завоевании Средней Азии в составе армии халифата массово участвовали и персоязычные новообращённые мусульмане из Фарса, Загроса и Хорасана. Персидский язык, родственный распространённым здесь согдийскому, бактрийскому и хорезмийскому, оказался не только языком господствующего слоя персоязычных миссионеров, но и языком исламской проповеди и стал вытеснять местные иранские языки, положив начало персоязычной мусульманской общности современных таджиков.
Контактировавшие с мусульманским миром тюрки усвоили иранское название этой общности в виде (täžik, то есть «мусульмане») и использовали его для обозначения местного земледельческого ираноязычного населения, обращённого в ислам. В словаре Махмуда Кашгари (XI век) слово тежик трактуется уже как «перс» (الفارسي al-fārisī). В таком значении оно вошло в тибетский и китайский язык (кит. 大食, пиньинь dàshí). Захватившие Среднюю Азию тюрки Караханиды (840—1212 годы) широко использовали слово тежик для обозначения подвластного оседлого иранского населения, противопоставленного тюркам как носителям кочевых традиций. Примечательно, что аналогичное употребление сложилось на другом конце иранского мира, где то же по происхождению слово tačik стало обозначать всех мусульман в армянском языке.
По словам таджикского академика А. Турсона, утверждение о том, что собственным именем «таджик» их нарекли тюркоязычные народы, не соответствует историческим реалиям того времени. Вместе с тем, поскольку само слово «таджик», по мнению ведущих лингвистов-иранистов, имеет парфянско-согдийское происхождение, вполне вероятно, что первые тюркские писатели использовали этноним, распространённый среди самих таджиков, в том числе и таджиков, живших с давних пор в Баласагуне и Кашгаре.
Приложение этнонима «таджик» к оседлому персоязычному населению в Средние века было известно также на западе, на территории современного Ирана, но к Новому времени оно в целом было забыто, в ряде областей севера страны не выдержав конкуренции с синонимичным тюркским термином «тат», распространённым прежде всего у огузских народов. Тем не менее, до сих пор оседлое население Фарса зовётся «таджиками» в устах не только кашкайцев, но и луров.
До эпохи Тимуридов в персидском языке широко употреблялся вариант tāžīk [taːʒiːk]. Изменение в tāǰīk обязано, по всей видимости, влиянию чагатайского языка, предка современного узбекского, где персидскому ž регулярно соответствует ǰ.
В раннем Сефевидском государстве термин «таджик» применялся кызылбашами к нетюркскому населению Ирана и имел уничижительный характер. При этом «таджиками» назывался также нетюркский элемент среди самих кызылбашей, который включал в себя:
- талышей
- луров
- сиах-кух (караджа-даг)
- некоторые курдские племена
- а также некоторые персидские семьи и кланы[54][55].

### История употребления термина
Исторически сложилось так, что древние таджики были в основном земледельцами до арабского завоевания Персии. В то время как сельское хозяйство оставалось оплотом, исламизация Персии также привела к быстрой урбанизации исторического Хорасана и Мавераннахра, которая продолжалась до разрушительного монгольского вторжения. Несколько сохранившихся древних городских центров таджикского народа включают Самарканд, Бухару, Худжанд и Термез. Распространению ислама, персизации и развитию новоперсидского языка (darī) и литературы на нём, изначально поэтической, оказывали широкую поддержку правившие Средней Азией в IX—X веках из Бухары Саманиды — династия иранского происхождения, держава которых в современном Таджикистане рассматривается как первое «централизованное таджикское государство».
В популярном памятнике древнеиндийской литературы, сборнике сказок и новелл кашмирского поэта Сомадевы «Океан сказаний» (около 1081 г.) таджики (англ. Tájikas) упоминаются в качестве жителей «северной страны, населённой млеччхами», то есть «варварами», занимающихся работорговлей.
Новоперсидский язык (фарси) распространяется на всём пространстве востока иранского мира и быстро вытесняет восточноиранские языки, сохранившиеся (за исключением земель отдалённых раннепуштунских племён) только в изолированных горных областях у ягнобцев и памирских народов. Поскольку для термина «таджик» изначально была более значима отрицательная коннотация («не-тюрк»), к восточноиранскому оседлому населению Памира также широко применялся этот этноним, наследие чего наблюдается и по сию пору. Для уточнения, в Китае под «таджиками» до сих пор понимают сарыкольцев Синьцзяна.
Руй Гонсалес де Клавихо, в качестве посланника кастильского короля Энрике III к Тамерлану по дороге в Самарканд в 1404 году писал:
Люди, проживающие на этих краях, называются tangiquis (похоже, именно так воспринял слово tājīk кастильский эмиссар) и говорят на персидском языке, который немного отличается от персидского, который говорят «в Персии».
Постепенно, при правлении тюркских династий (Караханиды, Газневиды, Сельджукиды, Сефевиды), этноним таджик входит в оборот как самоназвание иранцев, о чём свидетельствуют обращения чиновника из персидского двора который гласит: «mā tāzikān — мы таджики», этноним был распространён прежде всего на Востоке, где контакты с тюркским миром были особенно интенсивны, и где широко разворачивались процессы тюркизации оседлого населения и образования новой тюркоязычной общности, ставшей основой этногенеза узбеков (тюркоязычных сартов), противопоставленных персоязычным таджикам. В классической персидской литературе термин таджик чаще упоминается именно, как противопоставление тюрку. Согласно Энциклопедии ислама, самое раннее известное использование слова «таджик» в качестве ссылки на персов в персидской литературе можно найти в произведениях персидского поэта XIII века Джалал ад-Дина Руми.
Знаменитый персидский поэт Саади (1181—1291) писал в своих стихах:
Следует сказать шаху:
«Твой тюрк пролил таджикскую кровь»
Историк Мирза Мухаммад Хайдар (1499—1551) в своём труде «Тарих-и Рашиди» пишет о династии Туглуктимуридов, которых обратил в ислам мусульманин по имени маулана Аршад-ад-Дин, которого вместе с его отцом моголы-кочевники называют «таджиками»:
Когда он явился к хану, то увидел, что хан Тоглук сидит с каким-то таджиком
Поэт Джами (1414—1492) писал в своих стихах о дружбе с Алишером Навои следующее:
Хоть он был тюрком, а я таджик,
Мы были близки к друг другу
Согласно энциклопедии «Ираника»:
Различие между тюрком и таджиком стало стереотипным, чтобы выразить симбиоз и соперничество (в идеале) кочевой военной верхушки и городской гражданской бюрократии.

### Современное употребление термина
Официальное закрепление широко употреблявшегося термина «таджик» в качестве названия национальности произошло в XX веке при осуществлении советского «национального строительства» и проведении национального размежевания.
В 1924 году была образована Таджикская АССР со столицей в новом городе Душанбе в составе Узбекской ССР, в которой таджики, из которых памирские народы не выделялись, объявлялись титульной нацией. В 1929 году Таджикистан был выделен в отдельную советскую республику — прямую предшественницу современного независимого Таджикистана.
Представители таджикской национальной интеллигенции традиционно отвергают арабскую версию происхождения этнонима «таджик» и берут на вооружение распространённую c XIX века народную этимологию, связывающую его со словом تاج [tɔːd͡ʒ] «корона» (арабизир. от пехл. tāg). Энциклопедический словарь Брокгауза и Ефрона, издававшийся в конце XIX — начале XX веков, называл таджиков племенем арийского происхождения, составляющим ядро населения Бухары, Эмирата Афганистана, Балха, Сегестана, Хивы. Об этнониме «таджик» данный словарь писал:
Слово таджик означает «увенчанный»; это показывает, что в прежнее время им принадлежала власть в тех местах. Во многих странах Арало-Каспийской покатости таджики называют себя «парсиван», то есть персиянами; они действительно являются остатками первоначального персидского населения Средней Азии.
Царская корона попала на флаг Таджикистана. Однако, с точки зрения семантики, таджикской морфологии и исторического употребления, трактовка таджиков как «коронованных» сомнительна.

## Происхождение
| |  |
| 1. Голова сакского воина, как побеждённого врага юэчжи (Халчаян, Северная Бактрия, I век) 2. Голова принца юэчжи (Халчаян, Северная Бактрия) |  |

Таджики представляют собой один из наиболее древних коренных народов Средней Азии. Образованию таджикского народа предшествовали длительные этногенетические процессы, восходящие ещё к 2-му тысячелетию до н. э. Согласно историческим исследованиям, предками таджиков являются оседлые и кочевые ираноязычные народы согдийцы, бактрийцы, хорезмийцы, тохары, парканцы (древние ферганцы), массагеты, скифы и саки, распространившиеся на просторах Центральной Азии в конце 2-го — начале 1 тысячелетия до нашей эры.
Прямыми предками таджиков были: бактрийцы в бассейне верховьев Амударьи, согдийцы в бассейнах Зеравшана и Кашкадарьи, парфяне в Хорасане, маргианцы в Мервском оазисе, хорезмийцы в низовьях Амударьи, парканцы в Ферганской долине и сако-массагетские племена Памиро-Тянь-Шаньских гор и Арало-Каспийских степей.
С образованием Саманидского государства в IX—X веках завершился и процесс сложения этнического ядра таджиков, что было тесно связано с распространением общего персидского языка, ставшего в эпоху Саманидов господствующим языком региона. На среднеазиатском диалекте фарси (таджикском) складывается богатая многовековая литература, многие произведения которой признаны шедеврами мировой литературы, развиваются наука и культура. После падения Саманидского государства в конце X века и возвышения тюркских династий, политическая власть в Средней Азии перешла к тюркоязычным народам.
Тюркские, а позже монгольские, племена всё новыми волнами проникали в населённые предками современных таджиков земледельческие области, начался многовековой процесс ассимиляции и тюркизации средневековых таджиков, особенно в равнинных районах, в меньшей степени в горных областях и больших городах. Однако таджикский язык не только сохранился, но и оставался господствующим, официальным языком всех последующих тюркских государств.
Британская энциклопедия приводит следующие данные об этногенезе таджиков:
Таджики являются прямыми потомками иранских народов, чьё постоянное присутствие в Центральной Азии и северном Афганистане засвидетельствовано с середины I тысячелетия до нашей эры. Предки таджиков составляли ядро древнего населения Хорезма и Бактрии, которые входили в состав Трансоксании (Согдианы). Со временем восточно-иранский диалект, которым пользовались древние таджики, в итоге уступил место персидскому, западному диалекту, на котором говорят в Иране и Афганистане.

## История
- Согдиана
- Государство Саманидов считается первым централизованным таджикским государством[58]
- Гуридский султанат на пике могущества при Гийас ад-Дине Мухаммаде и Муизз ад-Дине Мухаммаде
- Династия Куртов в период максимального расцвета

### Современная история
В конце XIX и начале XX веков в Бухарском эмирате начинается резкий рост идей джадидизма. Многие джадиды были недовольны властью эмиров и некоторые из них выступали за парламентаризм.

Задолго до джадидов первым кто начал проявлять своё недовольство к системе управления являлся Ахмад Дониш, выступавший за реформацию в стране после своих поездок в Российскую империю. В 1920 году Красная армия захватила Бухару и началась Бухарская революция. Таджикское общество Бухарского эмирата было расколото на два лагеря, первые являлись сторонниками Ибрагим-бека и Энвера-паши, которых поддерживала мангитская знать и эмир Алим-хан, они участвовали в басмаческом движении и были против власти большевиков (Фузайл Максум, Мулла Абдулкаххор, Хабибулла Калакани и так далее), вторые являлись сторонниками младобухарцев и БКП, выступали против власти эмира (Мирзо Мухитдин Мансуров, Мирзо Исам Мухитдинов, Мирзо Абдулкадыр Мухитдинов Садриддин Айни, Шириншо Шотемур и так далее).
После ликвидации Бухарского эмирата 2 сентября 1920 года, образовывается Бухарская народная советская республика, во главе которой стояли младобухарцы, состоявшие в основном из таджиков и узбеков. Так, лидером младобухарского движения и одним из основателей БНСР являлся Мирзо Мухитдин Мансуров, таджик по происхождению, он являлся одним из богатейших людей Бухары и занимал должность посла, а также являлся одним из членов ЦИК. Его сыновья, Мирзо Исам и Мирзо Абдулкадыр, занимали высшие должности в БНСР.
Во время гражданской войны в Афганистане (1928—1929) власть в стране захватывает Хабибулла Калакани и 14 декабря 1929 года проводит свою коронацию, тем самым став первым королём Афганистана таджикского происхождения.
14 октября 1924 года была создана Таджикская АССР, а 5 декабря 1929 года Таджикская ССР. Социолог Ильхамов считал, что 1924 год был водоразделом в образовании современных узбеков, таджиков, казахов и киргизов. Поддержавший его Абашин утверждал, что «выбор терминов „узбек“, „уйгур“, „таджик“ и других в Центральной Азии в качестве общенациональных имен был во многом случайным и совершенно очевидно, что все они действительно насаждались в сознании людей в 1920—1930-е года».
30 ноября 1939 года начинается Финская война, а 22 июня 1941 года начинается Великая Отечественная война, из ТССР на эти войны ушло примерно 300 000 человек и приблизительно треть из этого числа не вернулось домой. За проявленную отвагу 56 000 граждан были награждены боевыми орденами и медалями, 54 из них были удостоены звания Героя Советского Союза.
24 декабря 1979 года начинается советско-афганская войны. Джамиат-и ислами, основанный Бурхануддином Раббани, в котором доминировали таджики, сопротивлялся Красной армии и коммунистическому афганскому правительству. Таджикский военачальник Ахмад Шах Масуд с 1980 по 1984 год успешно отразил восемь советских кампаний по захвату Панджшерского ущелья и получил прозвище «Панджшерский лев».
16 июня 1985 года советской властью была проведена последняя (девятая) операция по захвату Пандшерского ущелья. После этого Советская власть и Ахмад Шах Масуд нашли общий язык и пошли на перемирие. В дальнейшем Масуд вместе с Раббани возглавлял партию Исламское общество Афганистана, в начале 1990-х выступавшую за создание отдельного не-пуштунского государства в Северном Афганистане. После вывода советской армии из Афганистана Масуд возглавил фактически независимый населённый таджиками 2,5-миллионный северо-восточный регион Афганистана (провинции Парван, Тахар, Баглан, Бадахшан) со столицей в Талукане, прозванный «Масудистаном», который имел собственное правительство, деньги и хорошо вооружённую армию численностью до 60 тысяч человек.
12 февраля 1990 года в Душанбе, как и в других республиках СССР, проходят массовые беспорядки. Они стали частью распада СССР и прелюдией к гражданской войне, начавшейся два года спустя.
30 ноября 1990 избирается первый президент ТССР, им становится Кахар Махкамов, но 31 августа 1991 года из-за давления депутатов и членов Верховного Совета ТССР покидает эту должность.
9 сентября 1991 года сессии Шурои Оли Республики Таджикистан (Верховного Совета Республики Таджикистан) было принято Постановление и Заявление «О государственной независимости Республики Таджикистан».
24 ноября 1991 года первым президентом Республики Таджикистан становится Рахмон Набиев.
28 апреля 1992 года армия Масуда и Дустума заняли Кабул и свергли правительство Наджибуллы, а Масуд стал министром обороны. Началось его противостояние с Гульбеддином Хекматияром, стоявшим на окраинах столицы. В январе 1994 года Гульбеддин Хекматияр уже в альянсе с генералом Дустумом начал военное противоборство с Ахмад Шахом Масудом за контроль над Кабулом. В результате артиллерийских обстрелов столицы погибло около 4 тысяч мирных жителей.
5 мая 1992 года начинается Гражданская война — вооружённый внутриэтнический конфликт между сторонниками центральной власти и различными группировками в лице Объединённой таджикской оппозиции (ОТО), во главе которой стоял Саид Абдулло Нури. 13 июня того же года Сафарали Кенджаев создаёт Народный фронт Таджикистана (НФТ), который воюет против ОТО, и становится его руководителем, но фактическим лидером вплоть до конца войны являлся Сангак Сафаров. НФТ был организован руками руководства, спецслужб и вооружённых сил Республики Узбекистан, а в организации Народного фронта лично участвовал тогда подчинявшийся Вооружённым силам Узбекистана полковник Владимир Квачков.
11 апреля 1993 года в Худжанде умирает Рахмон Набиев. По официальной версии он умирает от инфаркта, но по версии его жены он был убит — на его теле были обнаружены кровоподтёки и другие следы насильственной смерти.
16 ноября 1994 года президентом Республики Таджикистан становится Эмомали Рахмон и занимает эту должность до настоящего времени.
26 сентября 1996 году Талибан захватывает Кабул и «Масудистан» вновь возрождается и входит в состав Северного альянса, который возглавлял Масуд.
27 июня 1997 года в Таджикистане заканчивается Гражданская война.
9 сентября 2001 года на Ахмад Шаха Масуда было совершено покушение во время интервью — террористы-смертники выдавали себя за журналистов, спрятав взрывчатку в видеокамеру. Масуд скончался от ран на следующее утро, 10 сентября. По версии спецслужб, в кругах Ахмад Шаха Масуда находились завербованные американскими спецслужбами исполнители ликвидации Усама бен Ладена. Но бен Ладен превентивно ликвидировал Ахмад Шаха Масуда.

## Расселение
Области расселения таджиков в Средней Азии и Афганистане не образуют цельного ареала. С одной стороны это связано с тем, что оседлое таджикское население издавна привязано к земледельческим оазисам и долинам, разделённым пустынями и горными хребтами. С другой стороны таджикские поселения часто отделены между собой порой значительными массивами узбекской (на севере) и пуштунской (на юге) этнической территории, что отражает исторические процессы вытеснения персоязычия из Средней Азии динамичными тюркской (преимущественно карлукоязычной) и пуштунской общностями, начавшиеся соответственно в XI и XIV веках. Население многих таджикских областей является смешанным, в ряде местностей таджикские селения представляют собой островки среди иноязычного окружения, являясь по сути реликтами древнего сплошного таджикского ареала.
Процентное отношение таджикского населения в разных странах:
| Страна      | Численность таджиков | Процент от общего числа населения страны | Процент от общего числа таджиков |
| ----------- | -------------------- | ---------------------------------------- | -------------------------------- |
| Афганистан  | 14 млн               | 39 %                                     | 44 %                             |
| Таджикистан | 7,5 млн              | 84,3 %.                                  | 23 %                             |
| Узбекистан  | 1,8 млн              | 4,7 %                                    | 2%                               |
| Пакистан    | 500 тыс.             | 0,5 %                                    | 2 %                              |
| Иран        | 392 тыс.             | 0,5 %                                    | 1 %                              |
| Россия      | 201 тыс.             | 0,2 %                                    | 1 %                              |

### Таджикоязычные города
Таджики составляют около 45 % населения столицы Афганистана — Кабула, превышающего 3 миллиона человек. Другими крупными городами с населением более 100 тысяч человек, где преобладает таджикский язык, являются:
- В Афганистане: Газни, Герат, Мазари-Шариф, Панджшер
- В Таджикистане: Душанбе, Худжанд, Куляб
- В Узбекистане: Самарканд, Бухара, Термез, Чуст[47].

Особое положение занимает Душанбе — столица Таджикистана, построенная в советский период, — в отличие от остальных городов со значительным таджикским населением, ведущих свою историю из Средневековья или со времён Античности. По оценке переписи населения 2010 года, из 747,6 тыс. населения Душанбе 83,4 % (623,5 тыс.) составляют таджики.
Доля этнических таджиков в указанных областях:
- Согдийская область Таджикистана — 84,00 % (1,8 млн.)
- Всего по Узбекистану — 3,8 % (1,2 млн.)[87], включая:
  - Сурхандарьинская область — 12,5 % (234 тыс.)[88]
  - Самаркандская область — 8,8 % (232 тыс.)
  - Наманганская область — 8,9 % (169 тыс.)
  - Ферганская область — 5,7 % (154 тыс.)
  - Кашкадарьинская область — 5,8 % (126 тыс.)
  - Ташкентская область — 4,9 % (113 тыс.)
  - Бухарская область — 3,6 % (51 тыс.)
  - Андижанская область — 1,7 % (37 тыс.)
  - Джизакская область — 2,4 % (24 тыс.)
  - Ташкент — 1,0 % (22 тыс.)

### Таджикистан
Таджики составляют около 84,3 % населения Таджикистана. В это число входят носители памирских языков, в том числе ваханский и шугнанский, а также ягнобцы, которые до 1937 года считались национальностями, отделёнными от таджиков. В советских переписях 1926 и 1937 годов носители ягнобского и памирских языков считались отдельными национальностями. После 1937 года эти группы были обязаны регистрироваться как таджики.
Доля этнических таджиков в указанных областях:
- Согдийская область — 84,00 % (1,8 млн)
- Районы республиканского подчинения Таджикистана — 81,4 % (1,3 млн.)
- Хатлонская область — 78,6 % (2 млн.)
- Горно-Бадахшанская автономная область (без памирских народов) — 32 % (70 тыс.)

### Афганистан
Определение доли таджиков в населении Афганистана наталкивается на значительные трудности, как и сам подсчёт его. Связаны они не только с отсутствием полноценного учёта населения, но и с нечёткостью национальной самоидентификации, наличием разных региональных и племенных персоязычных групп и массовой эмиграцией в период гражданских войн. ЦРУ отказалось от своих прежних оценок доли (ранее в публикациях ЦРУ цифра 27 % населения Афганистана) и численности этнических групп Афганистана и в настоящее время высказывает мнение о том, что «современные статистические данные на столь чувствительный предмет, каковым являются этнические группы Афганистана, не доступны, а данные о доле этносов, полученные при опросах из небольших выборок респондентов, не являются достоверной альтернативой»: так опрос населения Афганистана «Афганистан в 2006 году», дал цифру 38 %.
Британская энциклопедия высказывает такое мнение:
«В Афганистане не было никаких переписей населения с 1979 года, когда был произведён частичный учёт, после чего последовали долгие годы войны и массовых перемещений населения, что сделало невозможным точный подсчёт численности этносов. Современные оценки численности населения являются очень приблизительными предположениями, которые показывают, что пуштуны составляют около двух пятых населения… Таджики, скорее всего, могут насчитывать где-то около одной четверти населения Афганистана».
Таджики составляют большинство в северо-восточных и западных провинциях Афганистана: Балх, Тахар, Бадахшан, Парван, Панджшер, Каписа, Баглан, Гор, Бадгис, Герат. Значительные группы таджиков населяют также другие провинции страны (за исключением провинций Нуристан, Нангархар, Хост, Забуль). Как и в Средней Азии, таджикские этнические области сильно разобщены как пустынными областями, так и этнической территорией узбеков, туркменов, пуштунов, хазарейцев, чараймаков и других этносов.
В Афганистане таджики не объединяются по племенам и называют себя по регионам, провинциям, городам, посёлкам или деревням, из которых они родом; например, Бадахши, Баглани, Мазари, Панджшери, Кабули, Герати, Кохистани и т. д. Хотя в прошлом некоторые непуштунские племена были идентифицированы как таджикские.
Таджиков Афганистана можно разделить на следующие группы:
- таджики Балха и Бадахшана (север и северо-восток), продолжающие южно-таджикский ареал Таджикистана.
- таджики Кабулистана — в районах Кабула, Парвана и Газни (бассейны рек Кабул, Панджшер, верховий Аргандаба).
- таджики Герата (запад) — преимущественно шиитское население бассейнов Герируда и озера Хамун, продолжающее персов Иранского Хорасана и Систана.

### Китай
Китайские таджики, или горные таджики в Китае (сарыкольский: [tudʒik], туджик; кит. трад. 塔吉克族, пиньинь TǎJíkè Zú), включая сарыкольцев (большинство) и ваханцев (меньшинство) в Китае, являются этническими группами, проживающая в Синьцзян-Уйгурском автономном районе на северо-западе Китая. Они являются одной из 56 национальностей, официально признанных правительством КНР.

### Узбекистан
В Узбекистане таджики составляют наибольшую часть населения древних городов Бухары и Самарканда и в большом количестве проживают в Сурхандарьинской области на юге и вдоль восточной границы Узбекистана с Таджикистаном. Согласно официальной статистике (2000), на Сурхандарьинскую область приходится 20,4 % всех таджиков Узбекистана, ещё 34,4 % приходится на Самаркандскую и Наманганскую области.

#### Проблема таджикского языка в Узбекистане
Официальная статистика оценивает долю таджиков в населении Узбекистана, по данным на 2017 год, в 4,8 % (1 544 700 человек). По мнению историка Ричарда Фольца, таджикский язык является родным для многих жителей страны, многие таджикоязычные граждане Узбекистана по паспорту записаны узбеками, особенно в таких больших городах, как Бухара и Самарканд, где, по мнению того же историка, до сих пор таджикский язык остаётся основным языком коренного населения старых городов. Данный феномен объясняется особенностями советского национального строительства, когда при создании Узбекской ССР таджикоязычное население массово записывалось узбеками, и последующей политикой узбекизации, продолженной и в независимом Узбекистане. С другой стороны, это отражает нечёткость таджикской самоидентификации вне соответствующего национального государственного образования и прагматичный подход к определению своей национальности.
Во время советской узбекизации, руководимой Шарафом Рашидовым, главой Коммунистической партии Узбекистана, таджикам приходилось выбирать: либо оставаться в Узбекистане и регистрироваться как узбеки в своих паспортах, либо уезжать из республики в Таджикистан, который является горным и менее сельскохозяйственным. Только в ходе последней переписи населения (1989 год) национальность могла указываться не по паспорту, а свободно декларироваться на основе этнической самоидентификации респондента. Это привело к увеличению таджикского населения в Узбекистане с 3,9 % в 1979 году до 4,7 % в 1989 году. По оценкам некоторых учёных, таджики могут составлять 35 % населения Узбекистана.
Согласно данным антрополога Роберта Кэнфилда, советская и постсоветская узбекизация таджиков Узбекистана является продолжением давнего исторического процесса тюркизации оседлого населения оазисов Средней Азии и вытеснения персоязычия в пределы городов или отдалённые горные области. Вытеснение персо-таджикского языка происходило и со стороны других тюркских языков, например, древний персидский город Мерв (Мары) перешёл на туркменский язык в XVII веке. Этот процесс особенно усилился в XIX веке и был остановлен только созданием Таджикской ССР с персоязычной элитой.
Поскольку узбекское население, сформированное на значительном иранском субстрате, культурно практически идентично таджикам, интеграция таджиков в узбекскую общность происходит без существенных трудностей. По мнению Фольца, общее количество таджикоязычного населения Узбекистана, а не таджикского народа, не подсчитывалось и может быть оценено лишь приблизительно.
Некоторые наблюдатели полагают, что таджики по-прежнему составляют большинство населения Бухары, Самарканда и большей части южного Узбекистана, основываясь на переписях, проведённых ещё в конце Российской империи, и что они идентифицировали себя как узбеки только в своих национальных удостоверениях личности, желая остаться в Узбекистане.
На сегодняшний день на таджикском языке разрешено преподавать предметы в учебных заведениях разных уровней, издавать газеты и журналы. Hо несмотря на это сохраняется устойчивая тенденция к его постепенному вытеснению из-за удобности изучения государственного языка — узбекского.

### Пакистан
В Пакистане насчитывается около миллиона персоязычных жителей, сосредоточенных прежде всего в больших городах (Пешавар, Равалпинди, Лахор, Карачи). Проживает также более 200 тыс. таджикских беженцев из Афганистана. Интересное явление представляют мадаклаштцы — архаичная персоязычная община Читрала, населяющая деревню Мадаклашт к юго-востоку от административного центра округа и насчитывающая около 3 тысяч человек. Мадаклаштцы — потомки таджикоязычных кузнецов из Афганистана, переселившихся в Читрал в начале XVIII века.

### Туркменистан
Согласно последней советской переписи населения 1989 года, в Туркменистане насчитывалось 3149 таджиков, или менее 0,1 % от общей численности населения в 3,5 миллиона человек на тот момент. Первая перепись населения независимого Туркменистана, проведённая в 1995 году, показала 3103 таджиков при населении в 4,4 миллиона человек (0,07 %), большинство из них (1922 человек) сосредоточено в восточных велаятах Лебап и Мары, примыкающих к границам с Афганистаном и Узбекистаном.

### Россия
По оценке представителя Международной организации по миграции, данной в 2002 году, ежегодно в России на заработках находилось до 650 тысяч таджикских граждан, большинство из них — нелегально. По другим оценкам, в период с января 2000 года по январь 2003 года в России работали 530 тысяч таджикских мигрантов, а в 2007 году в РФ жило и работало 450—500 тысяч граждан Таджикистана.

## Язык
Литературный язык таджиков до XX века был единым с языком персов в Иране и назывался فارسی fārsī «персидский» или دری darī «придворный», «язык двора». «Таджикским» (تاجیکی tāǰīkī) же иногда называли многочисленные разговорные формы этого языка (язык таджиков), то есть персоязычного простонародья в противоположность языку аристократии и образованного класса, но, в целом, этот термин имел слабое распространение. Вариант персидского, используемый в Афганистане, во многом сближается с таджикским языком, и образует с ним единый «восточноперсидский континуум» (в противоположность «западному» фарси Ирана). В 1964 году ему было официально присвоено древнее название «дари».

### Диалекты
Советское строительство таджикской нации неотделимо от создания новой литературной формы, для названия которой был задействован неологизм таджикский язык. В основу таджикского языка СССР были положены северотаджикские говоры, наиболее сильно отошедшие от разговорной речи жителей Афганистана, Иранского Хорасана и особенно диалектов Западного Ирана, получившие литературную обработку в произведениях советских таджикских писателей во главе с Садриддином Айни, уроженцем Бухарского оазиса. При этом сами центры северотаджикской культуры, Самарканд и Бухара, оказались в Узбекской ССР. Важным шагом стал перевод с традиционной арабской письменности на латиницу, а затем и кириллицу (с 1940), применяемую для таджикского языка по сей день. Некоторые представители новой таджикской интеллигенции воспринимают данный шаг как целенаправленный отрыв таджикской общности СССР от остального персоязычного мира.
Несмотря на модернизацию и демократизацию таджикского языка, литературный язык (тадж. забони адабӣ) в целом продолжает традиции фарси-дари, классические произведения на котором таджики традиционно считают не только персидскими, но и своими тоже, и чётко противопоставляется разговорной речи (тадж. забони куча «язык улицы», тадж. забони бозор «язык базара»), существенно отошедшей от классического прототипа и подвергшейся некоторому влиянию узбекского и русского языков.
Благодаря исследованиям советских иранистов и таджиковедов было составлено достаточно подробное диалектологическое описание таджикских говоров, чем, к примеру, не могут до сих пор похвастаться фарси Ирана и дари Афганистана. В настоящее время известно более 50 таджикских говоров.

### Письменность
Со времён завоевания Арабским халифатом Средней Азии система письменности таджикского языка была основана на арабском письме, а в 1929 году, в связи с новым укладом таджикской государственности, была переведена на латиницу. В современном таджикском языке используется кириллица.
Как и во многих постсоветских государствах, изменение системы письма и споры вокруг него тесно переплетены с политическими темами. Несмотря на то, что латиница не использовалась с момента принятия кириллицы, её поддерживают те, кто хочет сблизить страну с Узбекистаном, который принял узбекскую письменность на основе латиницы. Персидский алфавит поддерживается истово религиозными исламистами и теми, кто хочет сблизить страну с Ираном, Афганистаном и их персидским наследием. В качестве стандарта де-факто кириллица, как правило, поддерживается теми, кто хочет сохранить статус-кво, а не отдалять страну от России.
Используемые алфавиты менялись с течением времени. Первой письменностью для записи таджикского было арабское письмо, затем, в 1930—1940-х годах, латиница, позже сменившаяся нынешней кириллической письменностью. Диалект бухори, на котором говорят бухарские евреи, традиционно записывался еврейским алфавитом, однако в XXI веке обычно записывается кириллицей.

## Религия
Различные учёные зафиксировали зороастрийское, индуистское и буддийское доисламское наследие таджикского народа. Ранние храмы поклонения огню были найдены в Балхе и Бактрии, а раскопки в современных Таджикистане и Узбекистане показывают остатки зороастрийских храмов огня.
Сегодня, однако, подавляющее большинство таджиков исповедуют ислам суннитского толка, хотя небольшие шиитские меньшинства из числа шиитов-двунадесятников и исмаилитов также существуют в отдельных районах. Районы с большим количеством шиитов включают провинции Герат, Бадахшан в Афганистане, Горно-Бадахшанскую автономную область в Таджикистане и Таджикский автономный округ Ташкурган в Китае. Некоторые из известных исламских учёных были выходцами либо из современных, либо из исторических восточноиранских регионов, расположенных в Афганистане, Таджикистане, Узбекистане и Туркменистане, и поэтому их, возможно, можно рассматривать как таджиков. Среди них Абу Ханифа, аль-Бухари, ат-Тирмизи, Абу Дауд, Насир Хосров и многие другие.
Таджикистан отметил 2009 год как год памяти таджикского юриста-мусульманина-суннита Абу Ханифы, чьи предки происходили из афганской провинции Парван, поскольку в стране состоялся международный симпозиум, в котором приняли участие научные и религиозные лидеры.
В традиционных верованиях таджиков широко проявляется и наследие древнеиранских верований и прежде всего зороастризма. Особую роль в мифологии таджиков играет Бобои-Дехкон (тадж. Бобои-Деҳқон) «Дед-Земледелец» — культурный герой и прародитель таджикского народа, научивший их пахать землю и сеять хлеб.

## Культура

#### Древняя литература
Древняя устная поэзия предков таджикского народа приобретала некоторые новые черты, обусловленные прежде всего возникшей классовой борьбой. В своих основных идеях и мотивах эта поэзия, творимая массами крестьян-общинников, противостояла идеологии господствующих классов. В противовес жреческой проповеди «покорности алтарю и трону», сулившей рай в награду за отказ от земного счастья, народная поэзия призывала к счастью на земле.
Древняя таджикская устная поэзия разработала почти все жанры, свойственные народной поэзии последующих веков: большое эпическое стихотворное сказание (достон), малое стихотворное сказание (древнее название: «чома»), обрядовые песни, лирические напевы, сказки, нравоучительные притчи, поговорки и пословицы, драматизированные дуэты — «состязания» и т. п., а также силлабическую метрику (с элементами тоники), ассонансы — предшественники рифмы (начальной и концевой), изобразительные приёмы типа параллелизмов, повторов и художественных фигур и тропов, — что послужило художественным арсеналом для средневекового народно-поэтического творчества.

#### Согдийская литература
- Согдийский текст из письма манихейского кредитора (примерно IX—XIII века)
- Манихейские священники, пишущие согдийские рукописи (Кочо, Таримский бассейн, VIII—IX века)
- Согдийский христианский текст, написанный на эстрангело и обнаруженный в Турфане (IX—XI века)

Сохранились памятники письменности IV—X веков на разных алфавитах арамейского происхождения, обнаруженные в XX веке преимущественно в Синьцзяне, на месте пребывания согдийских торговых факторий, а также в Таджикистане — большой архив на территории собственно Согдианы, на горе Муг.
Сохранившиеся согдийские тексты удобно разделять на четыре группы: буддийские тексты, манихейские, христианские (несторианские) и секулярные (юридические и хозяйственные записи, письма). Несколько фрагментов относятся к зороастризму.

#### Классическая персидская литература
- Рудаки
- Фирдоуси
- Саади
- Руми
- Хафиз
- Джами

Признанным родоначальником классической новоперсидской литературы является Рудаки, бывший в юности народным певцом и музыкантом. Также есть мнение, что основоположником новоперсидской поэзии является Абу Хафс Сугди, согдийский музыкант и писатель, но это оспаривается многими учёными.
Стихи Рудаки стали образцом для последующих поколений персидских поэтов. Он признанный основоположник классической поэзии, которая, распространившись в X—XV веках среди таджиков и персов, выдвинула таких корифеев, как Фирдоуси, Омар Хайям, Камаль Худжанди, Джалаладдин Руми, Низами Гянджеви, Саади, Насир Хосров, Хафиз Ширази и Джами. Классики этой поэзии любовно вспоминали Рудаки, считая его своим учителем.
Писатели из этого региона внесли заметный вклад в литературу с X века нашей эры, и активная народная литература продолжается. Таджикская литература проистекает из более широкой персидской литературной традиции, которую можно проследить от Рудаки до Джами. Таджики считают «Шахнаме» Фирдоуси национальным эпосом и высоко ценят творчество Руми, уроженца Вахша. На новоперсидском языке, понятном таджикам, также писали свои труды такие известные персидские и исламские учёные, историки, как Ибн Сина, аль-Бируни, аль-Фараби, аль-Хорезми, Наршахи, Сулейман Сиджистани, аль-Фергани, Шамс Кайси Рази, Хабаш аль-Хасиб, Усман Джузджани, Ала ад-Дин Джувейни и Рашид ад-Дин Хамадани.

#### Самобытная таджикская литература
История самостоятельной таджикской литературы берёт начало в XVI веке, последними классиками совместной персо-таджикской литературы считается Джами.
В XVI веке таджикская литература начала самостоятельное развитие, во многом сохраняя принципы персидской поэтики. У её истоков — поэзия Камаль ад-Дина Бинои, Бадриддин Хилоли, Абдуррахман Мушфики и проза Васифи. В XVII веке широкую популярность снискала поэзия Сайидо Насафи (аллегорическая поэма «Весенние мотивы», конец XVII века). В XVIII — 1-й половине XIX века литература, развивавшаяся преимущественно в Бухаре, Коканде и Хорезме, отразила значительное влияние персоязычной литературы Индии, прежде всего творчества Бедиля. Особенности развития таджикской литературы 2-й половины XX века связаны с присоединением Центральной Азии к Российской империи. Ключевая фигура конца XIX века — писатель и просветитель Ахмад Дониш, в творчестве которого обличались консерватизм и реакционный дух правящего класса, поднимались вопросы об изменении государственного строя в Бухарском эмирате. Также значительный вклад в развитие таджикской литературы времён Бухарского эмирата внесли такие писатели и историки, как Туграл Ахрори, Шохин Шамс ад-Дин, Кирам Бухари, Саидахмад Васли Самарканди и другие.

##### Советская и современная литература
- Лоик Шерали
- Абулькасим Лахути
- Садриддин Айни
- Пайрав Сулеймани
- Мирзо Турсунзода
- Гульчехра Сулеймони
- Хабибулло Назаров

Большевистская революция 1917 года и создание Советского Союза стали решающими поворотными моментами в развитии таджикской литературы. Образование ТаССР в 1924 году и союзной республики в 1929 году создало политические рамки, в которых можно было развивать «национальный» талант таджиков. Советские власти, в соответствии с идеями Сталина о нации и языке, также способствовали созданию нового таджикского литературного языка. Основанный на классическом персидском языке и широко использующий лексику и формы разговорного языка, он должен был служить носителем новой, воинствующей литературы, которая была бы посвящена строительству коммунистического общества и созданию мультикультурного нового советского человека.
В 1930-е годы пролетаризация таджикской литературы шла всерьёз. Решающим событием стало создание в 1933 году Союза таджикских писателей, который служил инструментом Коммунистической партии для руководства всеми аспектами литературной деятельности. Цели Союза были с энтузиазмом изложены поэтом Абулькасимом Лахути на первом съезде советских писателей, состоявшемся в Москве в 1934 году, где он призвал своих коллег-писателей посвятить все свои таланты созданию «произведений, достойных социализма».
Романы Садриддина Айни, ведущей фигуры таджикской художественной литературы того периода, также зафиксировали этапы развития формы и содержания таджикского социалистического реализма. Его первый роман «Одина, или приключения бедного таджика» (тадж. Одина ё саргузашти як тоҷики камбағал) был о горных таджиках.
Следующие три романа Айни представляли собой дальнейший прогресс в развитии реализма, преобладающего стиля таджикской художественной литературы на протяжении всего советского периода. В «Дохунде» положительный герой предстал в образе бедного крестьянина, который становится самосознательным революционером, стремящимся улучшить жизнь своей общины.

### Кухня
Таджикская кухня включает в себя разнообразные региональные и традиционные блюда, характерные для народов оазисов и гор Центральной Азии. Многие рецепты таджикских блюд имеют многовековую историю и упоминаются даже в трудах учёных Востока, в том числе Авиценны. Традиционная таджикская кухня имеет много общего с узбекской кухней и отличается от кухни кочевых киргизов и казахов. Кроме того, существуют различия между региональными блюдами и рационом таджиков, проживающих в разных частях страны.
Обычно на дастархан кладут еду, чтобы разделить её с компанией людей. Фаст-фуд и еда в ларьках и киосках не пользуются популярностью, а еда на ходу даже осуждается среди таджиков. Таджики верят, что совместное употребление пищи из одной тарелки создаёт общие узы единства и приносит мир и уют.
В 1990-х годах, во время гражданской войны, 27 ноября 1992 года в Худжанде, а затем в Хороге состоялась форма символического ужина под названием «оши оштӣ» («трапеза примирения»), сродни трапезе завета в еврейской традиции или китайскому ужину воссоединения. Оппозиция и правительство рассматривали это как часть мирного процесса. Во время «оши оштӣ» обе стороны ели плов вместе в знак заключения соглашения между двумя сторонами. Таджикское правительство использовало практику «оши оштӣ» для умиротворения оппозиционных регионов в горном Таджикистане на протяжении второй половины 1990-х годов.

### Последние события

#### Культурное возрождение
Распад Советского Союза и Гражданская война в Афганистане привели к возрождению таджикского национализма по всему региону, включая попытку вернуться к персидско-арабской письменности в Таджикистане. Кроме того, Таджикистан, в частности, был координационным центром этого движения, и правительство там предприняло сознательные усилия по возрождению наследия государства Саманидов, первого государства с доминированием таджиков в регионе после арабского завоевания. Например, президент Таджикистана Эмомали Рахмон исключил русский суффикс «ов» из своей фамилии и дал указание другим людям использовать таджикские имена при регистрации рождений. Согласно правительственному объявлению в октябре 2009 года, примерно 4000 граждан Таджикистана с начала года исключили буквы «ов» и «ев» из своих фамилий.
В сентябре 2009 года Партия исламского возрождения Таджикистана предложила законопроект, согласно которому национальный язык будет называться «таджикский-фарси», а не «таджикский». Это предложение вызвало критику со стороны российских СМИ, поскольку законопроект стремился исключить русский язык из числа межэтнических языков Таджикистана. В 1989 году к его официальному названию в скобках было добавлено первоначальное название языка (фарси), хотя в 1994 году правительство Рахмона переименовало язык просто в «таджикский». 6 октября 2009 года в Таджикистане был принят закон, который отменяет статус русского языка как языка общения и предписывает использовать таджикский язык в официальных документах и в образовании, за исключением представителей этнических меньшинств Таджикистана, которым будет разрешено получать образование на языке по своему выбору.

## Национальные виды спорта
- Куштигирӣ — таджикская национальная борьба
- Човган — конно-спортивная командная игра, прародитель современного конного поло
- Бузкаши — козлодрание (борьба всадников за тушу козла).

## Антропология и генетика

### Антропология
Антропологически основная масса таджиков (в особенности горных) относится к памиро-ферганской расе большой европеоидной расы. Таджики Афганистана южных (Кабулистан) и западных (в приграничных с Ираном) территорий антропологически тяготеют к индо-иранской (ирано-афганской) расе.

#### Равнинные таджики
У равнинных таджиков отмечается примесь монголоидных элементов. Энциклопедический словарь Брокгауза и Ефрона, издававшийся в конце XIX — начале XX веков, давал следующее описание таджиков:
В наружных физиономических особенностях таджиков ясно замечаются главные черты иранского типа: они обыкновенно среднего роста, с широкими, крепкими костями; лицо их продолговатее, чем у турок, но по широкому лбу, толстым скулам, толстому носу и большому рту можно заключить о значительной примеси туранской крови. У таджиков высокий лоб, выразительные глаза, чёрные ресницы, густые тёмно-русые волосы, густая борода.

#### Горные таджики
Прежде, от жителей равнины по языку и в особенности по бытовым условиям резко отличались горцы — гарча (или гальча) от слова «гар» («гора»). Область горцев называли Гарчистаном.
По данным В. В. Бартольда:
В некоторых местностях, как в Бухарском эмирате, и в его время отличали сартов от таджиков не по языку, но по бытовым чертам, относя термин сарт по преимуществу к горожанам, термин таджик — к сельским жителям таджик, но не название сарт распространяли иногда и на горцев — гальчей.
Слово гальча в литературе домонгольского периода пишется гарча и происходит от слова гар гора (упоминается диалектическая форма гарч). Гарчистаном, то есть областью горцев, называлась в X веке по преимуществу область верхнего Мурrаба, составлявшая особое владение. Но говорится также, по крайней мере в XII веке, о «самаркандском Гарчистане», под очевидно, надо понимать область верхнего Зеравшана и его точных определений терминов гарча и Гарчистан можно найти в исторических данных.
Географ начала XIII века Якут аль-Хамави понимал под «Гаршем», «Гаршистаном» только горную область к востоку от Герата, к запад от Гура, к северу от Газны и к югу от Мерверруда, хотя сам в другом месте, со слов автора XII века Самани, о самаркандском Гарчистане.
Очень вероятно, что ещё в домусульманский период делалось различие между жителями равнин и горцами. В эпоху ислама можно встретить термины, судя по звуковому составу, очень древнего происхождения: гар гора, гарча, или в современном произношении гальча, горец, Гарч или Гарчистан — Горная область. Специально называли Гарчистаном область верховьев Мургаба (мервскоrо), составлявшую до начала XI века особое княжество. Кроме того, Самани в XII веке говорит о «самаркандском Гарчистане», понимая под этим, очевидно, горную область верховьев Зеравшана.
Примеров применения того же термина жителям горных областей верховьев Амударьи в средневековой литературе, насколько известно, нет. С представлением о гарчах, или гальчах, у мусульманских писателей, по-видимому, не соединялось представление об особом, непонятном для других языке. О наречии мургабского Гарчистана говорится только, что оно, как и следовало ожидать по географическому положению этой области, представляло нечто среднее между наречиями Герата и Мерва. И в новейшее время слово гальча употреблялось, в Средней Азии в смысле горец, а не для обозначения особой лингвистической группы.
Один из русских исследователей С. Д. Масловский слышал в восточном Дарвазе, Рушане, Шугнане выражение: «Мы недавно сделались таджиками» (исследователь, по-видимому, не спросил своих собеседников, кем они были раньше).
Само население нынешнего Таджикистана по-разному употребляло слово таджик. Жители некоторых горных областей, как, например, Шугнана и Рушана, сами себя именовали таджиками, зато своих соседей в Дарвазе, говорящих на таджикском, называли «говорящие по-персидски» (фарсигуй). В противоположность этому жители верхнего течения Зеравшана, говорящие на одном из персидских диалектов, сами называли себя таджиками, а жителей долины реки Ягноб, говорящих на своеобразном диалекте, называли гальча. Упомянутое население, кажется, и само отличало свой ягнобский от таджикского языка.
По данным В. В. Бартольда, таджики разделялись на горцев (гальча) и жителей долин. Первые говорили на языке, родственном персам, а вторыми было забыто родное наречие. В действительности, именно равнинные таджики говорили на языке, близком к персидскому, тогда как наречия горцев персам были непонятны.
Таджика характеризуют тёмные волосы и глаза и от среднего по смуглости до светлого цвет кожи. Светлые волосы и глаза встречаются у горных таджиков Бадахшана, Фанских гор, долины Зеравшана между Гиссарским и Туркестанским хребтами на севере Таджикистана, а также у таджиков, населяющих Ромитское, Варзобское, Каратагское ущелья и Каратегинскую с Тавильдаринской долины и Гиссара.
Среднего или высокого роста, с обильной растительностью на лице; с черными, каштановыми, иногда белокурыми волосами, Г. отличаются обычно красивым овальным типом лица, с высоким лбом, правильным, иногда орлиным носом и красивыми чёрными или голубыми глазами.

### Генетика
Таджики являются носителями разных гаплогрупп, но доминирующей гаплогруппой среди таджиков является R1a Y-DNA. У 45 % таджикских мужчин имеется R1a (M17), среди таджиков Ишкашима носителями R1a являются 68 %, а носителями гаплогруппа R1a среди таджиков Худжанда достигает 64 %. Наименьшие значения R1a среди таджиков — 16 % в Ягнобе и 19 % в Душанбе. Наиболее распространённые гаплогруппы:
- R1a — 45 %;
- J — 18 %;
- R2 — 8 %[155].

## Таджики в филателии
- Серия «Народы СССР» (таджики), почтовая марка СССР, 1933 год
- Таджикские народные костюмы, почтовая марка СССР, 1963 год

- В 1933 году в СССР была выпущена этнографическая серия почтовых марок «Народы СССР». Среди них была марка, посвящённая таджикам;
- В 1960—1963 годах в СССР была выпущена этнографическая серия почтовых марок «Костюмы народов СССР». Среди них была марка, посвящённая таджикам.